# Esercito dell'Assia-Kassel
L'esercito dell'Assia-Kassel (in tedesco ufficialmente Hessen-kasselsche Armee), noto anche come esercito langraviale d'Assia, è stato l'esercito dell'Assia-Kassel dal 1600 al 1866.

## Storia

### Dal XVII al XVIII secolo

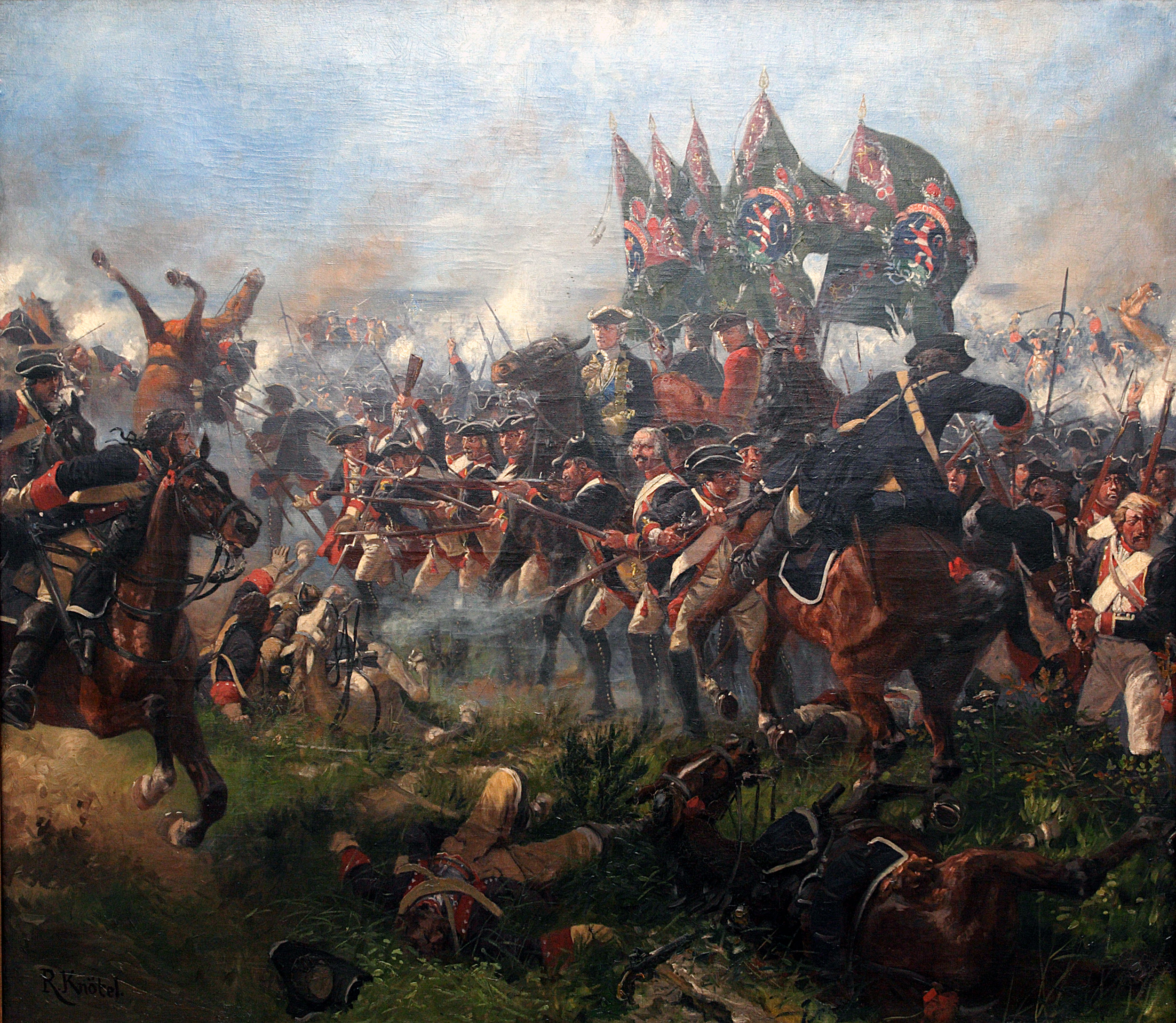
La fanteria dell'Assia-Kassel impegnata nella battaglia di Krefeld nella guerra dei trent'anni. Dipinto di Richard Knötel.

Le origini dell'esercito dell'Assia-Kassel risalgono alla guerra dei trent'anni quando il langravio, come la maggior parte degli stati medi e grandi del Sacro Romano Impero, chiese la possibilità di mantenere un esercito proprio stabile per far fronte alle esigenze della guerra in corso, rivendicando lo jus armorum et foederum.
Durante il regno del langravio Federico II d'Assia-Kassel (1720-1785), l'esercito raggiunse il suo apice con 
12 000 uomini in servizio e una milizia popolare altrettanto consistente. Nell'Assia-Kassel si contò un soldato ogni 15 civili, mentre in Prussia il rapporto era di 1:30.

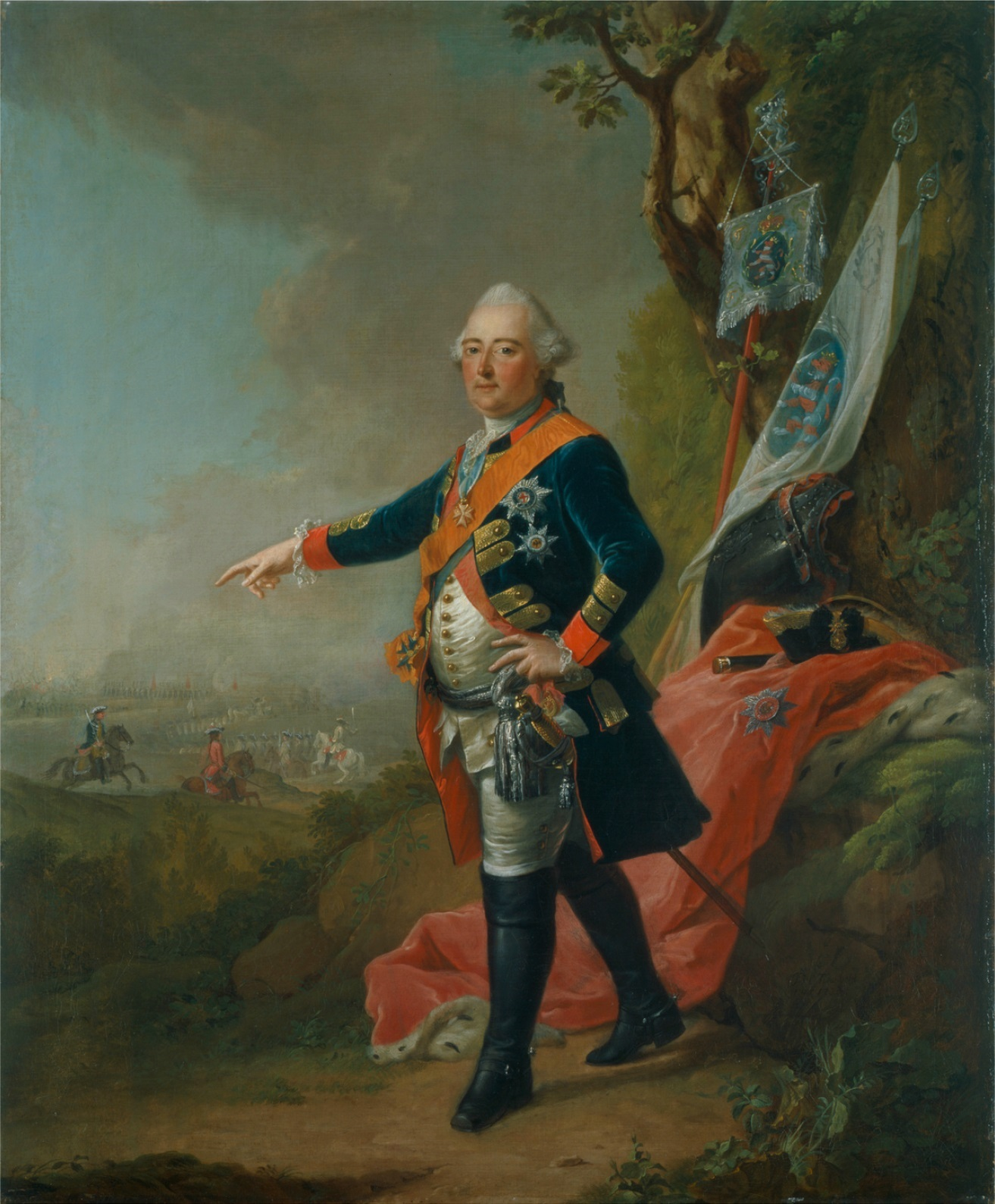
Federico II d'Assia-Kassel che istituì il corpo mercenario degli assiani che venne posto al servizio della Gran Bretagna durante la guerra d'indipendenza americana.

Durante la Guerra dei Sette Anni, i reggimenti dell'esercito dell'Assia-Kassel combatterono a fianco dell'esercito prussiano e dei suoi alleati contro la Francia. Il langraviato mise in campo al 1º dicembre 1762 un totale di 13 568 uomini, suddivisi in dodici reggimenti di fanteria, sei battaglioni di granatieri e corpi di fanteria di guarnigione. La cavalleria dell'Assia aveva una forza di combattimento di 
2 493 uomini suddivisi in quattro reggimenti di cavalleria e due reggimenti di dragoni. Le truppe leggere (cacciatori e ussari) erano composte da un totale di 1 091 uomini e l'artiglieria aveva una forza di 517 uomini impiegati.
A partire dal 1776 divenne particolarmente noto il ruolo degli Assiani, soldati dell'esercito dell'Assia-Kassel concessi come mercenari alla Gran Bretagna che si servì di loro per combattere i rivoluzionari nella guerra d'indipendenza americana, schierandoli quindi in America settentrionale per supportare le truppe del British Army già presenti in loco.
L'esercito venne aumentato ulteriormente con l'elevazione del langraviato a principato elettorale e le attività militari dell'esercito dell'Assia-Kassel dopo la dissoluzione del Sacro Romano Impero nel 1806 rimasero ad ogni modo perlopiù concentrate nelle guerre napoleoniche e nelle azioni di contenimento dell'espansionismo della Prussia.

### Il periodo napoleonico

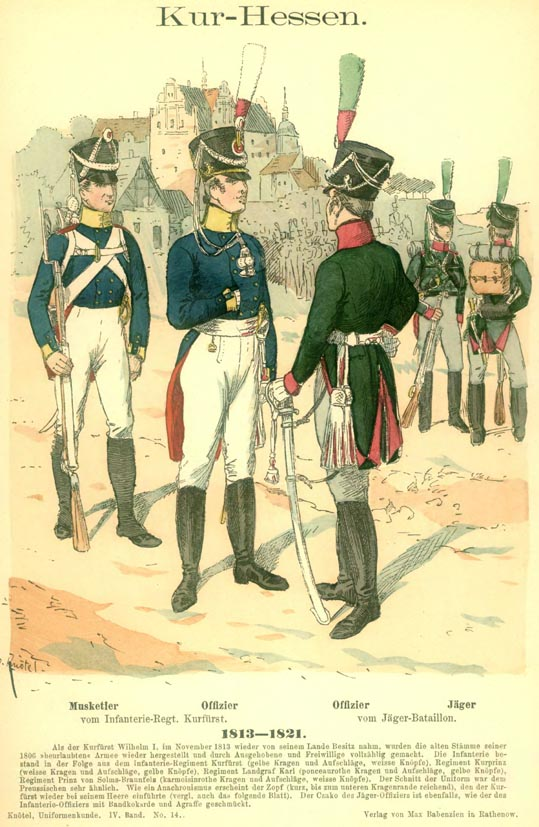
Tavola con le uniformi della fanteria dell'Assia-Kassel nella prima metà dell'Ottocento

Il rifiuto dell'elettore d'Assia di entrare a far parte della Confederazione del Reno voluta da Napoleone, la sua neutralità nella guerra della quarta coalizione antifrancese e la mobilitazione del suo esercito nelle retrovie dell'esercito francese che avanzava vittoriosamente verso nord dopo le battaglie di Jena e Auerstädt, furono tutti fatti che spinsero Napoleone Bonaparte a deporlo nel novembre 1806 e a occupare l'Assia-Kassel nel 1807 incorporandola nel Regno di Vestfalia da poco costituito. Alla fuga dell'elettore, uno dei suoi ultimi atti fu lo scioglimento dell'esercito e la liberazione dei suoi uomini dal giuramento di fedeltà al nuovo stato. Dopo la cacciata degli occupanti francesi e la restaurazione dell'elettorato nel 1813, il reintegrato Guglielmo richiamò al suo servizio coloro che erano in congedo.
Da quel momento in poi Guglielmo perseguì una politica di revisione, che capovolse tutto ciò che era stato introdotto in epoca napoleonica che poteva essere dannoso per il suo governo. Sebbene con la dissoluzione del Sacro Romano Impero fosse di fatto divenuto obsoleto anche il suo titolo di principe elettore, Guglielmo fu l'unico principe della Confederazione germanica che riuscì a mantenerlo. Contemporaneamente, però, non riuscendo ad onorare i prestiti contratti, si vide costretto dal 1807 a diminuire la paga degli ufficiali promossi nei sette anni precedenti. Malgrado ciò, per Guglielmo fu complesso riportare l'esercito dell'Assia-Kassel ai livelli pre-napoleonici in quanto, malgrado le raccomandazioni, molti per proseguire la carriera militare si erano arruolati nell'esercito della Vestfalia ed altrettanti erano periti nel corso delle campagne napoleoniche in Russia o in Spagna.
La situazione dell'esercito al 1813 impose la necessità di riformare anche le principali caserme dello stato che vennero così ripartite:
- Kassel: reggimento della "Guardia del corpo", reggimento della Guardia, reggimento dei granatieri della Guardia, tutta l'artiglieria
- Hofgeismar: reggimento dragoni della Guardia
- Grebenstein: reggimento ussari
- Ziegenhain: reggimento fanteria "landgravio Carlo"
- Eschwege: reggimento fanteria "principe di Solms" (ex reggimento Wurmb)
- Witzenhausen: battaglione granatieri

L'esercito riuscì in breve tempo ad essere riportato ad una forza totale di 21 182 fanti, 
1 764 cavalieri, 
1 047 artiglieri per un totale di 23 993 uomini impiegati.

### La Crisi d'autunno del 1850
Il comportamento del corpo degli ufficiali dell'esercito dell'Assia-Kassel nel corso della crisi istituzionale che scoppiò nell'autunno del 1850, viene considerato una novità nella storia militare tedesca. A causa degli aumenti incostituzionali delle tasse ordinati dal principe elettore (nonostante la resistenza iniziale  del parlamento locale), questi impose la legge marziale. Quando anche questo provvedimento fallì e la resistenza popolare continuò a crescere, il tenente generale Carl von Haynau, che già si era ritirato dal servizio attivo per motivi di età, venne reintegrato nella sua posizione il 30 settembre 1850 e nominato comandante in capo dell'esercito dell'Assia-Kassel, col compito di mantenere il controllo dell'esercito dove soldati ed ufficiali si stavano schierando coi rivoltosi. Von Haynau tenne un discorso ufficiale il 4 ottobre 1850, ma tutto si dimostrò vano. Gli ufficiali non solo avevano prestato giuramento all'elettore, ma anche alla costituzione, una situazione unica nella Germania nel XIX secolo. Per non infrangere un giuramento, 241 dei 257 ufficiali diedero le loro dimissioni tra il 9 ottobre ed il 12 ottobre 1850. Ciò reso l'esercito dell'Assia-Kassel de facto incapace di operare. Per salvarsi dalla rivoluzione in atto, l'elettore chiese quindi l'aiuto dell'assemblea federale della Confederazione germanica che inviò in loco truppe austriache e soprattutto bavaresi, di fronte alle quali i rivoltosi non opposero resistenza.

### La guerra austro-prussiana
Quando nel 1866 venne dato l'inizio alla guerra austro-prussiana, l'elettore, che era molto riluttante ad entrare in guerra, si vide costretto con altrettanta riluttanza a mobilitare le sue forze armate. L'auspicata neutralità si sarebbe potuta raggiungere solo accettando l'ultimatum (di per sé inaccettabile) di Bismarck, che prevedeva, tra l'altro, l'abdicazione dell'elettore e la consegna degli affari governativi all'erede presunto al trono. Tuttavia, l'elettore non volle sottoscrivere l'accordo. Malgrado l'ordine di mobilitazione, questa avvenne in maniera estremamente lenta e senza particolare enfasi, anche perché data la sua posizione l'Assia-Kassel sapeva di essere abbastanza defilata dagli scontri principali.
Il 24 giugno 1866 l'elettore cadde prigioniero nelle mani dei prussiani ed il comandante generale Karl Wilhelm Jeremias von Loßberg rimase immobilizzato nelle sue azioni, anche a causa della sua opposizione personale alla guerra in corso dal momento che egli riteneva impossibile fronteggiare le armate prussiane, in particolare dopo che l'elettore era stato portato prigioniero a Stettino e la maggior parte della popolazione era schierata a favore dei prussiani. Il 29 giugno le truppe dell'Assia-Kassel ricevettero l'ordine di recarsi presso la fortezza federale di Magonza a rinforzare la guarnigione locale. Von Loßberg respinse l'appello del maggiore prussiano Preuss alla capitolazione e si creò una situazione di stallo che venne risolta solo il 17 agosto successivo quando il parlamento prussiano decise di annettere l'Assia-Kassel al proprio stato.
Inizialmente i prussiani considerarono la possibilità di disarmare con la forza le truppe dell'Assia-Kassel, ma successivamente scelsero una linea più morbida da applicare. L'esercito locale venne semplicemente assorbito in quello prussiano e la fortezza di Magonza venne consegnata alla Prussia il 26 agosto successivo. Non mancarono disordini e scontri tra i soldati dei due eserciti che ora si trovavano a combattere fianco a fianco sin quando il governo prussiano non decise di smobilitare definitivamente l'esercito assiano il 16 settembre 1866, lasciando alla volontà dei singoli se aderire o meno al nuovo esercito.

## Corpi militari

### La guardia del corpo (o guardia svizzera)

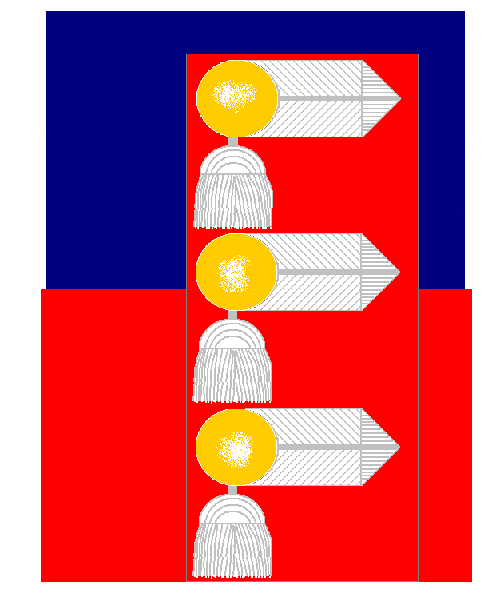
Polsini della divisa della guardia svizzera dell'Assia-Kassel

La guardia del corpo del langravio venne fondata nel XVIII secolo e disciolta alla fine del Settecento. Detta anche guardia svizzera dal momento che la maggioranza delle reclute provenivano dalla Confederazione Elvetica, essa venne poi ristabilita in servizio nel 1834. La sua divisa era composta da una tunica con colletto e polsini rossi. I bottoni erano argento per la truppa e d'oro per gli ufficiali. I pantaloni erano di lino di colore bianco, mentre le scarpe erano nere. Il copricapo era realizzato in pelo d'orso ispirato al modello francese, con decorazioni bianche e rosse. Sul diritto si trovava un piccolo scudo in argento con le insegne dell'Ordine nazionale del Leone.

### Fanteria

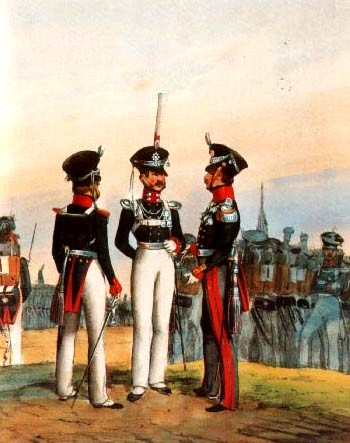
Divise della fanteria dell'Assia-Kassel, anno 1846

La fanteria indossava giacche di colore blu scuro con colletto, fodera interna e polsini rossi. I pantaloni erano in lana grigia in inverno e in lino bianco con ghette corte in estate. I pantaloni grigi erano forniti per gli ufficiali con una striscia rossa di lato. Le scarpe erano di cuoio nero. Lo shako era realizzato in feltro nero con parasole in tela cerata. Allo shako era legata una decorazione in lana bianca, mentre per gli ufficiali questa era d'argento e rossa. Sul bordo superiore dello shako si trovava una coccarda bianca e rossa che richiamava i colori della bandiera nazionale. L'alta uniforme poteva prevedere un pennacchio bianco per gli ufficiali.

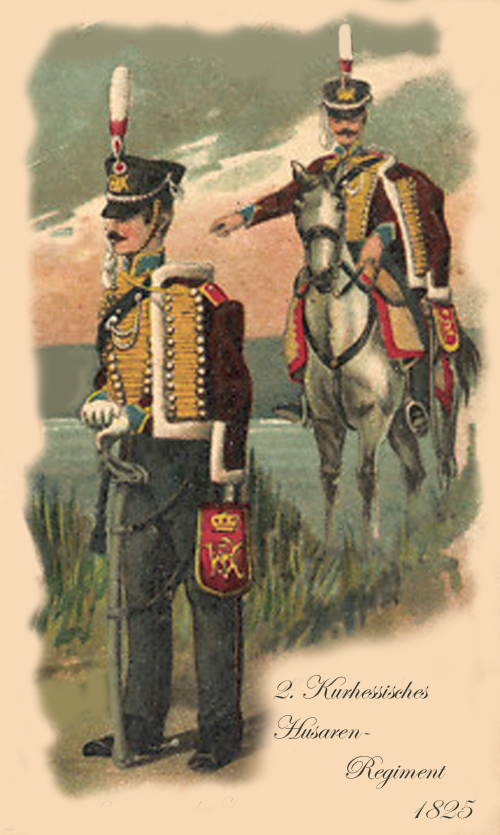
Ussari dell'Assia-Kassel

### Corazzieri
Il reggimento di corazzieri dell'Assia-Kassel era costituito sull'omologo modello prussiano con un'armatura di lamiera e finiture. Gli ufficiali riportavano sul pettorale l'insegna in oro dell'Ordine del Leone, posta anche sulla parte anteriore dell'elmo. L'elmo era costituito da un'alta campana di cuoio con finiture in ottone e una tesa frontale bordata in metallo. La cresta metallica dell'elmo era decorata con una criniera nera. A partire dal 1846, i corazzieri dell'Assia-Kassel indossarono un'uniforme comprendente un elmo in acciaio lucidato.

## Armamenti
La fanteria era armata con un fucile ad avancarica, convertito in fucile a percussione nel 1841.
Oltre a una carabina, ogni ussaro riceveva in dotazione una pistola (pistole per ussari M 1827/45UM e M 1849), che veniva portata in una fondina sul lato destro della sella. I sottufficiali, invece, non avevano una carabina, ma portavano invece due pistole. Il resto della cavalleria portava una carabina sulla bandoliera oltre alla sciabola.

## Fortezze
L'elettorato dell'Assia-Kassel perse l'ultima delle proprie fortezze nel 1807 con la demolizione ad opera dei francesi della fortezza di Ziegenhain. Le uniche basi fortificate erano quindi costituite dal castello di Schaumburg e dal castello di Spangenberg.